# Osmiumtetroxid
Osmiumtetroxid är en kemisk förening med formeln OsO4. 
Osmiumtetroxid är fast och kristallin. I helt ren form är osmiumtetroxid troligen färglös, men  orenheter av osmiumdioxid (OsO2) ger ämnet en blek, gulbrun färg. I rumstemperatur sublimeras dock föreningen och existerar som en gas med obehaglig lukt. Höga koncentrationer är dödliga, och även mycket små koncentrationer kan orsaka lungödem. Osmiumtetroxid har benämnts världens giftigaste gasförening.

## Framställning
Osmiumtetroxid framställs genom att osmium får reagera med syrgas.